# Páll á Reynatúgvu
Páll á Reynatúgvu (26. juli 1967 i Tórshavn, opvokset i Sandur) er en færøsk fysioterapeut, politiker (Tjóðveldi og forhenværende fodboldspiller. Han blev uddannet fysioterapeut i 1993 og tog eksamen i sundhedsfaglig diplomuddannelse i 1997. Han var bestyrelsesmedlem for Foreningen Færøske Fysioterapeuter (Felagið Føroyskir Fysioterapeutar) 1993-1997. Á Reynatúgvu har spillet fodbold for B71 Sandoy og i 1993 spillede han fem landskampe for Færøerne.
Han blev valgt ind til Lagtinget for første gang i 1998 for Tjóðveldi og blev genvalgt til 2002, 2004, 2008 og 2011 og har siddet som lagtingsmedlem siden 1998 bortset fra perioden som minister. Han var socialminister fra den 6. juni 2002 til 5. december 2003. Han var borgmester for Sands kommune 2001-2009, dog havde han orlov fra borgmesterposten i perioden hvor han var minister.
Ved lagtingsvalget 2015 blev han genvalgt. Den 15. september 2015 blev han valgt til lagtingsformand. Ved lagtingsvalget 2019 blev han ikke genvalgt.

## Lagtingsudvalg
- 2011–2015 medlem af Justisudvalget
- 2004–2008 medlem af Finansudvalget
- 2003–2004 medlem af Velfærdsudvalget
- 1998–2002 formand for Velfærdsudvalget